# Пам'ятки історії Кролевецького району
У Кролевецькому районі Сумської області на обліку перебуває 85 пам'яток історії.
| №  | Назва | Охоронний номер | Місце                                                                  |
| -- | --- | --------------- | ---------------------------------------------------------------------- |
| 1  | Група індивідуальних могил радянських літунів | 475             | м. Кролевець, центральне кладовище                                     |
| 2  | Братська могила радянських воїнів | 480             | м. Кролевець, кладовище колишнього села Андріївка                      |
| 3  | Могила Онопченка К. Г. — комісара Кролевецького партизанського загону                                                                                   | 507             | м. Кролевець, центральне кладовище                                     |
| 4  | Братська могила жертв нацизму | 472             | м. Кролевець, центральне кладовище                                     |
| 5  | Братська могила жертв нацизму | 474             | м. Кролевець, центральне кладовище                                     |
| 6  | Братська могила радянських воїнів | 473             | м. Кролевець, центральне кладовище                                     |
| 7  | Могила Панкова О. Н. — радянського воїна, командувача артилерією 13-ї армії, генерал-майора                                                             | 505             | м. Кролевець, центральне кладовище                                     |
| 8  | Могила Литошка С. Ю.–радянського воїна | 506             | м. Кролевець, центральне кладовище                                     |
| 9  | Могила Стефановича І. М.– радянського воїна | 1888            | м. Кролевець, центральне кладовище                                     |
| 10 | Могила Виноградова Г. А. — Героя Радянського Союзу | 504             | м. Кролевець, центральне кладовище                                     |
| 11 | Могила Цимбала В. Т. — Героя Радянського Союзу | 1889            | м. Кролевець, центральне кладовище                                     |
| 12 | Братська могила радянських воїнів та Овсієнка А. С. — секретаря парторганізації колишнього села Подолове                                                | 1500            | м. Кролевець, вул. Подолівська, 20                                     |
| 13 | Танк Т-34, встановлений на честь танкістів, які звільняли місто                                                                                         | 1496            | м. Кролевець, перехрестя вул. Виноградова та проспекту Миру            |
| 14 | Могила Милорадова Л. В., який загинув у Афганістані |                 | м. Кролевець, центральне кладовище                                     |
| 15 | Могила Петрушенка В. В., який загинув у Афганістані |                 | м. Кролевець, центральне кладовище                                     |
| 16 | Могила Роєнка О. О., який загинув у Афганістані |                 | м. Кролевець, центральне кладовище                                     |
| 17 | Могила Страфуна А. І., який загинув у Афганістані |                 | м. Кролевець, центральне кладовище                                     |
| 18 | Могила Шеремета В. Г., який загинув у Афганістані |                 | м. Кролевець, центральне кладовище                                     |
| 19 | Будинок, в якому в січні 1918 року розміщався Кролевецький повітовий ревком                                                                             | 1819            | м. Кролевець, площа Свободи, 6                                         |
| 20 | Будинок, в якому в 1919 році розміщався перший Кролевецький повітовий комітет партії більшовиків                                                        | 1820            | м. Кролевець, вул. Комуністична, 4                                     |
| 21 | Будинок, в якому була заснована Кролевецька комсомольська організація                                                                                   | 1821            | м. Кролевець, вул. Комсомольська, 16                                   |
| 22 | Будинок, в якому перебував Шевченко Т. Г. (садибний будинок Огієвських)                                                                                 | 1497            | м. Кролевець, вул. Шевченка, 33                                        |
| 23 | Будинок, в якому перебував Шевченко Т. Г. (садибний будинок Рудзинських)                                                                                |                 | м. Кролевець, вул. Горького, 64                                        |
| 24 | Вокзал залізничної станції |                 | м. Кролевець, привокзальна площа                                       |
| 25 | Трактор «Універсал» | 1805            | м. Кролевець, вул. 8 Березня, 22                                       |
| 26 | Братська могила учасників громадянської війни | 476             | с. Алтинівка, центр сільради, кладовище                                |
| 27 | Братська могила радянських воїнів | 1810            | с. Алтинівка, центр сільради, вул. Шлях                                |
| 28 | Братська могила радянських воїнів | 477             | с. Алтинівка, центр сільради, кладовище на вул. Садова                 |
| 29 | Братська могила радянських воїнів | 478             | с. Алтинівка, центр сільради, кладовище на вул. Островського           |
| 30 | Братська могила радянських воїнів | 481             | с. Бистрик, центр сільради, кладовище                                  |
| 31 | Братська могила радянських воїнів та пам'ятник воїнам-землякам                                                                                          | 482             | с. Білогриве, центр сільради, центр села                               |
| 32 | Братська могила червоноармійців | 484             | с. Воргол, Литвиновицька сільрада, кладовище                           |
| 33 | Братська могила радянських воїнів та партизанів | 483             | с. Воргол, Литвиновицька сільрада, центр                               |
| 34 | Братська могила радянських воїнів | 1815            | с. Воргол, Литвиновицька сільрада, кладовище                           |
| 35 | Братська могила радянських воїнів | 1816            | с. Воргол, Литвиновицька сільрада, кладовище                           |
| 36 | Братська могила радянських воїнів |                 | с. Воронцове, Гречкинська сільрада, кладовище                          |
| 37 | Братська могила радянських воїнів та пам'ятник воїнам-землякам                                                                                          | 485             | с. Гречкине, центр сільради, центр села                                |
| 38 | Братська могила радянських воїнів та пам'ятник воїнам-землякам                                                                                          | 486             | с. Грузьке, центр сільради, центр села                                 |
| 39 | Братська могила радянських воїнів |                 | с. Губарівщина, Обтівська сільрада, кладовище                          |
| 40 | Братська могила радянських воїнів |                 | с. Губарівщина, Обтівська сільрада, околиця села                       |
| 41 | Братська могила жертв класової боротьби і радянських воїнів, серед яких похований Костенко А. М. — Герой Радянського Союзу та пам'ятник воїнам-землякам | 488             | с. Добротове, центр сільради, центр села                               |
| 42 | Братська могила радянських воїнів та партизанів | 487             | с. Дубовичі, центр сільради, центр села                                |
| 43 | Місце, де 23 лютого 1942 року проходив військовий парад партизанів з'єднання Ковпака С. А.                                                              | 469             | с. Дубовичі, центр сільради, центр села                                |
| 44 | Могила Гринька І. К. — члена військової Ради 21-ї армії, бригадного комісара                                                                            | 1504            | с. Дубовичі, центр сільради, урочище Мальківщина                       |
| 45 | Могила радянського воїна | 1505            | с. Дубовичі, центр сільради, урочище Романкове                         |
| 46 | Могила радянського воїна | 1908            | с. Дубовичі, центр сільради, урочище Савчина Долина                    |
| 47 | Могила радянського воїна | 1806            | с. Дубовичі, центр сільради, урочище Ставки                            |
| 48 | Могила радянського воїна | 1807            | с. Дубовичі, центр сільради, урочище Шевченків шлях                    |
| 49 | Могила Горбача М. І. — Героя Радянського Союзу |                 | с. Дубовичі, центр сільради, кладовище                                 |
| 50 | Братська могила радянських воїнів | 490             | с. Заболотове, Червоноранківська сільрада, центр                       |
| 51 | Група братських могил (2) радянських воїнів і партизанів та пам'ятник воїнам-землякам                                                                   | 489             | с. Зазірки, центр сільради, центр села                                 |
| 52 | Місце формування партизанського з'єднання під командуванням Ковпака С. А.                                                                               | 1506            | с. Зазірки, центр сільради, 4,5 км від села у лісі «Мориця»            |
| 53 | Братська могила жертв фашизму | 1813            | с. Зазірки, центр сільради, кладовище                                  |
| 54 | Могила радянського воїна |                 | с. Калашинівка, Зазірківська сільрада, кладовищ                        |
| 55 | Могила Базаєва Н. Г. — радянського воїна | 1890            | с. Камінь, центр сільради, кладовище                                   |
| 56 | Братська могила радянських воїнів | 491             | с. Камінь, центр сільради, кладовище                                   |
| 57 | Могила Чечеля І. Г. — партизана | 508             | с. Камінь, центр сільради, кладовище                                   |
| 58 | Могила Кирієнка Г. І. — партизана |                 | с. Камінь, центр сільради, кладовище                                   |
| 59 | Могила радянського воїна та пам'ятник загиблим воїнам- землякам                                                                                         | 1509            | с. Лапшине, Ленінська сільрада, північна частина села                  |
| 60 | Братська могила учасників громадянської війни, радянських воїнів та партизанів, пам'ятник воїнам-землякам                                               | 492             | с. Ленінське, центр сільради, кладовище                                |
| 61 | Братська могила радянських воїнів, партизанів | 1510            | с. Литвиновичі, центр сільради, центр села                             |
| 62 | Братська могила радянських воїнів та пам'ятник воїнам-землякам, серед яких похований Алексєєв А. К. — Герой Радянського Союзу                           | 518             | с. Локня, центр сільради, центр села                                   |
| 63 | Братська могила радянських воїнів | 1492            | с. Локня, центр сільради, кладовище                                    |
| 64 | Могила радянського воїна |                 | с. Локня, центр сільради, вул. Куйбишева                               |
| 65 | Могила Красуліної О. Я. — радянського воїна, медсестри                                                                                                  |                 | с. Локня, центр сільради, кладовище                                    |
| 66 | Могила радянського льотчика |                 | с-ще Луч, Білогривська сільрада, біля залізничної станції Брюловецький |
| 67 | Братська могила радянських воїнів | 493             | с. Мутин, центр сільради, центр села                                   |
| 68 | Братська могила радянських воїнів | 1893            | с. Мутин, центр сільради, кладовище                                    |
| 69 | Місце, на якому у грудні 1942 року були спалені партизанські родини                                                                                     | 1512            | с. Новоселиця, Зазірківська сільрада, кладовище                        |
| 70 | Могила жертв фашизму | 1812            | с. Новоселиця, Зазірківська сільрада, кладовище                        |
| 71 | Братська могила радянських воїнів та пам'ятник воїнам-землякам                                                                                          | 521             | с. Обтове, центр сільради, центр села                                  |
| 72 | Могила Летунова А. Ф.–радянського воїна |                 | с. Обтове, центр сільради, кладовище                                   |
| 73 | Братська могила радянських воїнів | 496             | с. Петрівка, Камінська сільрада, центр                                 |
| 74 | Братська могила радянських воїнів | 495             | с. Погорілівка, Обтівська сільрада, кладовище                          |
| 75 | Братська могила радянських воїнів та партизан | 497             | с. Реутинці, центр сільради, кладовище                                 |
| 76 | Могила Романова П. Д.–радянського воїна | 1808            | с. Реутинці, центр сільради, кладовище                                 |
| 77 | Братська могила радянських воїнів та пам'ятник воїнам-землякам                                                                                          | 499             | с. Тулиголове, центр сільради, центр села                              |
| 78 | Могила Меншуна Г. І. — Героя Радянського Союзу |                 | с. Тулиголове, центр сільради, кладовище                               |
| 79 | Братська могила радянських воїнів | 1507            | с. Хрещатик, Білогривська сільрада, центр                              |
| 80 | Братська могила радянських воїнів | 500             | с. Червоний Ранок, центр сільради, кладовище                           |
| 81 | Братська могила радянських воїнів |                 | с. Червона Гірка, Бистрицька сільрада, кладовище                       |
| 82 | Братська могила радянських воїнів | 501             | с. Ярове, центр сільради, кладовище                                    |
| 83 | Братська могила радянських воїнів та пам'ятник воїнам-землякам                                                                                          | 502             | с. Ярославець, центр сільради, центр села                              |
| 84 | Братська могила радянських воїнів | 503             | с. Ярославець, центр сільради, кладовище                               |
| 85 | Братська могила Палкіна Л. Є. — радянського воїна та партизана                                                                                          | 1811            | с. Ярославець, центр сільради, сад лікарні                             |
|    | |                 |                                                                        |